# Winterheart's Guild
Winterheart's Guild è il terzo album del gruppo musicale finlandese Sonata Arctica, pubblicato nel 2003.

## Il disco
I disegni sul booklet sono di Janne Pitkänen, secondo le indicazioni del cantante Tony Kakko. In copertina sono rappresentate quattro persone, simboli delle quattro stagioni.
All'interno sono presentate due fotografie per ogni componente della band, scattate tutte in un bosco. Tra i due membri del gruppo ci sono alcuni disegni tratti dalle canzoni dell'album. Tony Kakko e Jani Liimatainen sono ritratti in inverno, poi nuovamente Jani Liimatainen è ritratto assieme a Marko Paasikoski in primavera. In estate c'è di nuovo Marko Paasikoski insieme a Tommy Portimo. Infine l'autunno con Tommy Portimo e Tony Kakko. Conclude il booklet una visione notturna del posto.

## Tracce
Testi e musiche di Tony Kakko.
1. Abandoned, Pleased, Brainwashed, Exploited – 5:38
2. Gravenimage – 6:58
3. The Cage – 4:37
4. Silver Tongue – 3:58
5. The Misery – 5:09
6. Victoria's Secret – 4:43
7. Champagne Bath – 3:58
8. Broken – 5:17
9. The Rest of the Sun Belongs to Me – 4:22 – Traccia bonus nelle versioni giapponese e coreana
10. The ruins of my life – 5:15
11. Draw me – 5:05

## Formazione
- Tony Kakko - voce
- Jani Liimatainen - chitarra
- Tommy Portimo - batteria
- Marko Paasikoski - basso
- Mikko Härkin - tastiera

### Altri musicisti
- Jens Johansson - assoli di tastiera nelle tracce 3, 4, 6, 7.